# 华塑控股
华塑控股股份有限公司 （深交所：000509）是中国深圳证券交易所的一家上市公司，主营业务范围为塑料制造业。
1983年，四川省南充羽绒制品厂成立。1990年3月，由南充羽绒制品厂发起，组建四川天歌集团股份有限公司。1993年5月7日，公司股票在深圳证券交易所上市。1999年12月15日，四川天歌集团股份有限公司更名为"四川天歌科技集团股份有限公司"。2004年4月13日，四川天歌科技集团股份有限公司更名为"同人华塑股份有限公司"。2009年6月27日，同人华塑股份有限公司更名为“华塑控股股份有限公司”。
2011年，该公司主营业务收入为367480150.91元，公司净利润为-112870540.17元，公司总资产为509460148.89元。